# Agencia cartográfica nacional
Una agencia cartográfica nacional es una organización que es propiedad del estado, que produce los mapas oficiales de un país, al mismo tiempo que maneja la información geográfica nacional. Algunas de estas agencias también manejan asuntos catastrales.

## Función
Las agencias cartográficas nacionales son reconocidas en cada país como los guardianes de la información geográfica oficial y los impulsores del crecimiento económico. Entre las funciones que desempeña una agencia cartográfica nacional se encuentran las siguientes:
- Servir de rector de la cartografía nacional, actuando como organismo del estado competente para regular las actividades de geografía y cartografía.[2]
- Realizar el proceso de cartografía básica.[2]
- Validar los mapas creados por otras empresas e instituciones.[2]
- Apoyar a las instituciones gubernamentales así como a la empresa privada para la ejecución de proyectos que contribuyen al desarrollo nacional.[3]
- Participar en la creación, delimitación o redelimitación de circunscripciones territoriales, elaborando la cartografía oficial.[2]
- Ejecutar y promover investigaciones para el desarrollo e innovación de las ciencias geográfico-cartográficas y sus aplicaciones en el país, interactuando con entidades nacionales e internacionales afines.[2]
- Servir como entidad asesora del ministerio de relaciones exteriores en cuanto al trazado de las fronteras.[2]
- Operar un Sistema de Información Geográfica de alcance nacional.[2]

## Listado de agencias
| País                 | Agencia cartográfica                                                                      | Sitio web                                                                        |
| -------------------- | ----------------------------------------------------------------------------------------- | -------------------------------------------------------------------------------- |
| Afganistán           | Oficina Principal Afgana de Geodesia y Cartografía                                        | agcho.gov.af                                                                     |
| Albania              | Autoridad Nacional de Información Geoespacial (ASIG)                                      | asig.gov.al                                                                      |
| Alemania             | Agencia Federal de Cartografía y Geodesia (BKG)                                           | bkg.bund.de                                                                      |
| Arabia Saudita       | Comisión general de medición                                                              | gcs.gov.sa Archivado el 22 de junio de 2016 en Wayback Machine.                  |
| Argelia              | Instituto Nacional de Cartografía y Teledetección                                         | inct.mdn.dz                                                                      |
| Argentina            | Instituto Geográfico Nacional                                                             | ign.gob.ar                                                                       |
| Armenia              | Comité Estatal del Catastro                                                               | cadastre.am Archivado el 4 de agosto de 2023 en Wayback Machine.                 |
| Australia            | Geoscience Australia                                                                      | ga.gov.au                                                                        |
| Austria              | Oficina federal de metrología y medición (BEV)                                            | bev.gv.at                                                                        |
| Azerbaiyán           | Servicio de Catastro y Registro de Direcciones                                            | emdk.gov.az Archivado el 25 de junio de 2014 en Wayback Machine.                 |
| Bahamas              | Centro Nacional de Sistemas de Información Geográfica                                     | Bahamas.gov.bs/wps/portal/public/bngis                                           |
| Baréin               | Organización Central de Información                                                       | cio.gov.bh                                                                       |
| Bangladés            | Survey of Bangladesh                                                                      | sob.gov.bd                                                                       |
| Barbados             | Departamento de Tierras y Mediciones                                                      | gov.bb/government-main/departments/land-and-surveys-department/                  |
| Bélgica              | Instituto Geográfico Nacional (NGI/IGN)                                                   | ngi.be, ign.be                                                                   |
| Belice               | Departamento de Tierras y Medición                                                        | mnra.gov.bz/natural-resources/lands-surveys/                                     |
| Bielorrusia          | Comité Estatal de Propiedad de la República de Bielorrusia                                | gki.gov.by Archivado el 3 de diciembre de 2019 en Wayback Machine.               |
| Bolivia              | Instituto Geográfico Militar                                                              | igmbolivia.gob.bo                                                                |
| Brasil               | Instituto Brasileño de Geografía y Estadística (IBGE)                                     | ibge.gov.br                                                                      |
| Botsuana             | Departamento de medición y cartografía                                                    | www.mlh.gov.bw                                                                   |
| Bulgaria             | Agencia de Geodesia, Cartografía y Catastro                                               | cadastre.bg                                                                      |
| Camboya              | Departamento General de Catastro y Geografía                                              |                                                                                  |
| Canadá               | Natural Resources Canada - Centro canadiense de cartografía y observación de la Tierra    | www.nrcan.gc.ca                                                                  |
| Chile                | Instituto Geográfico Militar                                                              | igm.cl                                                                           |
| China                | Oficina Nacional de medición y cartografía (NASG)                                         | nasg.gov.cn                                                                      |
| Chipre               | Departamento de Tierras y Mediciones                                                      | moi.gov.cy/dls                                                                   |
| Colombia             | Instituto Geográfico Agustín Codazzi (IGAC)                                               | igac.gov.co Archivado el 17 de abril de 2017 en Wayback Machine.                 |
| Corea del Sur        | Instituto Nacional de Información Geográfica (NGII)                                       | ngii.go.kr                                                                       |
| Costa Rica           | Instituto Geográfico Nacional                                                             | registronacional.go.cr/instituto_geografico/index.htm                            |
| Croacia              | Directorio Geodésico Estatal (DGU)                                                        | dgu.hr Archivado el 1 de junio de 2023 en Wayback Machine.                       |
| Cuba                 | Instituto de Geografía Tropical                                                           | geotech.cu                                                                       |
| Dinamarca            | Agencia Geodésica Danesa (GST)                                                            | gst.dk                                                                           |
| Ecuador              | Instituto Geográfico Militar                                                              | igm.gob.ec                                                                       |
| Egipto               | Autoridad Egipcia de Medición (ESA)                                                       | esa.gov.eg Archivado el 31 de mayo de 2016 en Wayback Machine.                   |
| El Salvador          | Instituto Geográfico y del Catastro Nacional                                              | www.cnr.gob.sv                                                                   |
| Eslovaquia           | Úrad geodézie, kartografie a katastra                                                     | www.skgeodesy.sk                                                                 |
| Eslovenia            | Autoridad de medición y cartografía de la República de Eslovenia                          | gu.gov.si                                                                        |
| España               | Instituto Geográfico Nacional                                                             | www.ign.es                                                                       |
| Estados Unidos       | Servicio Geológico de los Estados Unidos (USGS)                                           | usgs.gov                                                                         |
| Estonia              | Maa-amet / Junta Estonia de tierras                                                       | maaamet.ee                                                                       |
| Etiopía              | Autoridad Cartográfica de Etiopía                                                         | ema.gov.et                                                                       |
| Fiji                 | Cartografía e Información de Tierras                                                      | lands.gov.fj Archivado el 27 de abril de 2023 en Wayback Machine.                |
| Filipinas            | Autoridad nacional de cartografía e información de recursos (NAMRIA)                      | namria.gov.ph                                                                    |
| Finlandia            | Medición nacional de tierra de Finlandia (MML/LMV)                                        | maanmittauslaitos.fi                                                             |
| Francia              | Instituto nacional de información geográfica y forestal (IGN)                             | ign.fr                                                                           |
| Ghana                | Comisión de Tierras                                                                       | ghanalap.gov.gh/index.php/implementing-agencies/lands-commission                 |
| Grecia               | Servicio Geográfico Militar Griego                                                        | gys.gr                                                                           |
| Guatemala            | Instituto Geográfico Nacional (IGN)                                                       | ign.gob.gt                                                                       |
| Guyana               | Comisión de Tierras y Mediciones de Guyana                                                | lands.gov.gy                                                                     |
| Hong Kong, China     | Oficina de medición y cartografía de Hong Kong (SMO)                                      | landsd.gov.hk                                                                    |
| Honduras             | Dirección General de Catastro y Geografía (DGCG)                                          | dgcg.ip.gob.hn                                                                   |
| Hungría              | Instituto de Geodesia, Cartografía y Teledetección                                        | fomi.hu                                                                          |
| India                | Survey of India                                                                           | www.surveyofindia.gov.in                                                         |
| Indonesia            | Agencia de Información Geoespacial (BIG)                                                  | www.big.go.id                                                                    |
| Irán                 | Centro cartográfico Nacional                                                              | ncc.org.ir                                                                       |
| Irlanda              | Ordnance Survey Ireland                                                                   | osi.ie                                                                           |
| Islandia             | Medición de tierra nacional de Islandia (LMÍ)                                             | lmi.is Archivado el 7 de octubre de 2016 en Wayback Machine.                     |
| Israel               | Survey Of Israel                                                                          | mapi.gov.il                                                                      |
| Italia               | Instituto Geográfico Militar                                                              | igmi.org                                                                         |
| Jamaica              | División Nacional de Manejo de Datos Geoespaciales                                        | mwh.gov.jm/divisions/88-spatial-data-mngt-division                               |
| Japón                | Autoridad de información geoespacial de Japón                                             | gsi.go.jp                                                                        |
| Jordania             | Real Centro Geográfico Jordano                                                            | rjgc.gov.jo                                                                      |
| Kenia                | Survey of Kenya                                                                           |                                                                                  |
| Letonia              | Agencia Letona de Información Geoespacial                                                 | lgia.gov.lv                                                                      |
| Líbano               | Directorado de Asuntos Geográficos                                                        | lebarmy.gov.lb/en/content/directorate-geographic-affairs-0                       |
| Lituania             | Servicio Nacional de Tierras                                                              | nzt.lt Archivado el 29 de junio de 2016 en Wayback Machine.                      |
| Luxemburgo           | Administración de Catastro y Topografía                                                   | etat.lu/ACT                                                                      |
| Macedonia            | Agencia de Catastro de Bienes Raíces                                                      | katastar.gov.mk/en/Default.aspx                                                  |
| Madagascar           | Instituto Geográfico e Hidrográfico Nacional                                              | ftm.mg Archivado el 17 de junio de 2016 en Wayback Machine.                      |
| Malasia              | Departamento de medición y cartografía (JUPEM)                                            | jupem.gov.my                                                                     |
| Mali                 | Instituto Geográfico de Mali (IGM)                                                        | igm-mali.ml Archivado el 6 de agosto de 2016 en Wayback Machine.                 |
| Malta                | Autoridad de Planificación de Malta                                                       | pa.org.mt                                                                        |
| Marruecos            | Agencia Nacional de Catastro y Cartografía                                                | ancfcc.gov.ma                                                                    |
| México               | Instituto Nacional de Estadística y Geografía (INEGI)                                     | inegi.org.mx                                                                     |
| Mozambique           | Centro Nacional de Cartografía y Teledetección (CENACARTA)                                |                                                                                  |
| Nepal                | Departamento de Mediciones                                                                | dos.gov.np/language/en/                                                          |
| Nicaragua            | Instituto Nicaragüense de Estudios Territoriales (INETER)                                 | ineter.gob.ni                                                                    |
| Nigeria              | Oficina del medidor general de la federación (OSGOF)                                      | www.osgof.gov.ng                                                                 |
| Noruega              | Autoridad noruega de cartografía y catastro (Kartverket)                                  | kartverket.no                                                                    |
| Nueva Zelanda        | Land Information New Zealand                                                              | linz.govt.nz                                                                     |
| Omán                 | Autoridad Nacional de Mediciones                                                          | nsaom.org.om                                                                     |
| Países Bajos         | Kadaster                                                                                  | kadaster.nl                                                                      |
| Pakistán             | Survey of Pakistan                                                                        | surveyofpakistan.gov.pk                                                          |
| Panamá               | Instituto Geográfico Nacional "Tommy Guardia"                                             | ignpanama.anati.gob.pa                                                           |
| Paraguay             | Dirección del Servicio Geográfico Militar (DISERGEMIL)                                    |                                                                                  |
| Perú                 | Instituto Geográfico Nacional                                                             | ign.gob.pe                                                                       |
| Polonia              | Oficina principal de geodesia y cartografía (GUGIK)                                       | gugik.edu.pl                                                                     |
| Portugal             | Instituto Geográfico Portugués                                                            | igeo.pt                                                                          |
| Puerto Rico          | Sistemas de Información Geográfica (GIS)                                                  | pr.gov/agencias/gis/Pages/default.aspx                                           |
| Catar                | Centro Catarí para Sistemas de Información Geográfica (QCGIS)                             | gisqatar.org.qa Archivado el 1 de julio de 2016 en Wayback Machine.              |
| Reino Unido          | Land and Property Services (Irlanda del Norte) Ordnance Survey (OS) (Resto del país)      | lpsni.gov.uk (Land and Property Services) ordnancesurvey.co.uk (Ordnance Survey) |
| República Checa      | Český úřad zeměměřický a katastrální (ČÚZK)                                               | cuzk.cz                                                                          |
| República Dominicana | Instituto Geográfico Nacional José Joaquín Hungría Morell                                 | ign.gob.do                                                                       |
| Rumania              | Agencia Nacional de Catastro y Registro de Tierras                                        | ancpi.ro                                                                         |
| Rusia                | Servicio federal estatal de registro, catastro y cartografía (Rosreestr)                  | rosreestr.ru Archivado el 22 de septiembre de 2017 en Wayback Machine.           |
| Senegal              | Dirección de Trabajos Geográficos y Cartográficos                                         | au-senegal.com/dtgc                                                              |
| Serbia               | Autoridad geodésica de la república (RGZ)                                                 | rgz.gov.rs                                                                       |
| Singapur             | Autoridad de Tierras de Singapur                                                          | sla.gov.sg                                                                       |
| Sri Lanka            | Departamento de medición                                                                  | survey.gov.lk                                                                    |
| Sudáfrica            | Directorado en jefe de información geoespacial nacional (NGI)                             | ngi.gov.za                                                                       |
| Suecia               | Lantmäteriet                                                                              | lantmateriet.se                                                                  |
| Suiza                | Swisstopo                                                                                 | swisstopo.admin.ch                                                               |
| Tailandia            | Real departamento tailandés de medición (RTSD)                                            | www.rtsd.mi.th                                                                   |
| Taiwán               | Centro Nacional de Geodesia y Cartografía (NLSC)                                          | nlsc.gov.tw/en Archivado el 6 de agosto de 2020 en Wayback Machine.              |
| Trinidad y Tobago    | División de Medición y Cartografía                                                        | agriculture.gov.tt/divisions-and-units/divisions/survey-and-mapping.html         |
| Túnez                | Oficina de Topografía y Catastro (OTC)                                                    |                                                                                  |
| Turquía              | Comando general de cartografía (HGK)                                                      | hgk.msb.gov.tr                                                                   |
| Ucrania              | Derzhavna sluzhba Ukrayiny z pytan' heodeziyi, kartohrafiyi ta kadastru (Derzhheokadastr) | land.gov.ua                                                                      |
| Uruguay              | Servicio Geográfico Militar                                                               | sgm.gub.uy Archivado el 20 de septiembre de 2020 en Wayback Machine.             |
| Venezuela            | Instituto Geográfico de Venezuela Simón Bolívar (IGVSB)                                   | igvsb.gob.ve                                                                     |
| Vietnam              | Departamento de Medición y Cartografía                                                    | dosm.gov.vn Archivado el 12 de marzo de 2009 en Wayback Machine.                 |
| Yemen                | Autoridad de Medición                                                                     | survey-authority.gov.ye Archivado el 20 de julio de 2017 en Wayback Machine.     |

1. ↑  En algunos casos, los nombres están en el idioma nacional.
2. ↑   Incluye a Islas Feroe y Groenlandia.
3. ↑  Excluyendo al Caribe Neerlandés.